# Mike Stamm
Michael Eugene "Mike" Stamm, född 6 augusti 1952 i San Pedro i Kalifornien, är en amerikansk före detta simmare.
Stamm blev olympisk guldmedaljör på 4 x 100 meter medley vid sommarspelen 1972 i München.